# Шкотски гелски језик
Шкотски гелски или шкотски гаелски (Gàidhlig), понекад само као гелски или гаелски, је келтски је језик који се говори у делу Шкотске.
Шкоти су се доселили у Велику Британију из Ирске у 4. веку и основали државу у којој су живели са Пиктима, Бритима (Стратклајд) и Скандинавцима. Ови народи су се временом асимилирали и прихватили шкотски гелски језик. Од 13. века шкотски гелски језик је губио значај у Шкотској на рачун ширења енглеског језика.
Данас шкотски гелски језик говори око 59.000 људи у планинама северозападне Шкотске (Шкотске планине) и на острвима Хебриди. То чини свега 1,5% становништва Шкотске. Сви говорници шкотског гелског говоре и енглески језик. Око 900 говорника живи у канадској провинцији Нова Шкотска, и око 1.600 у САД.

## Тренутно стање
Шкотско гелски језик је од 2005, када је Парламент Шкотске (Parlamaid na hAlba) донео такозвани Гелски акт, равноправан језик са енглеским у Шкотској. Постоје бројне иницијативе за заустављање опадања броја говорника шкотског гелског на западу Шкотске, и за његову промоцију у остатку земље.

## Карактеристике
Алфабет шкотског гелског језика има 18 слова (A, B, C, D, E, F, G, H, I, L, M, N, O, P, R, S, T, U) и 88 могућих фонема.
Шкотски гелски језик користи флексију да разликује падеже именица, времена и начине глагола.
Ред речи је предикат-субјекат-објекат.
Овај језик комбинује предлоге са заменицама као што је случај у другим келтским језицима. На пример, aig (ка) + mi (мени) > .
Не постоји глагол „имати“, што је карактеристика келтских језика. Припадност се означава обликом некоме.
Шкотски гелски има много одређених чланова који зависе од броја, падежа, почетног слова именице која следи итд, али не познаје неодређени члан.
Интернационални изрази пореклом из шкотског гелског су: виски, слоган, клан и стронцијум.